# Nodo suebo

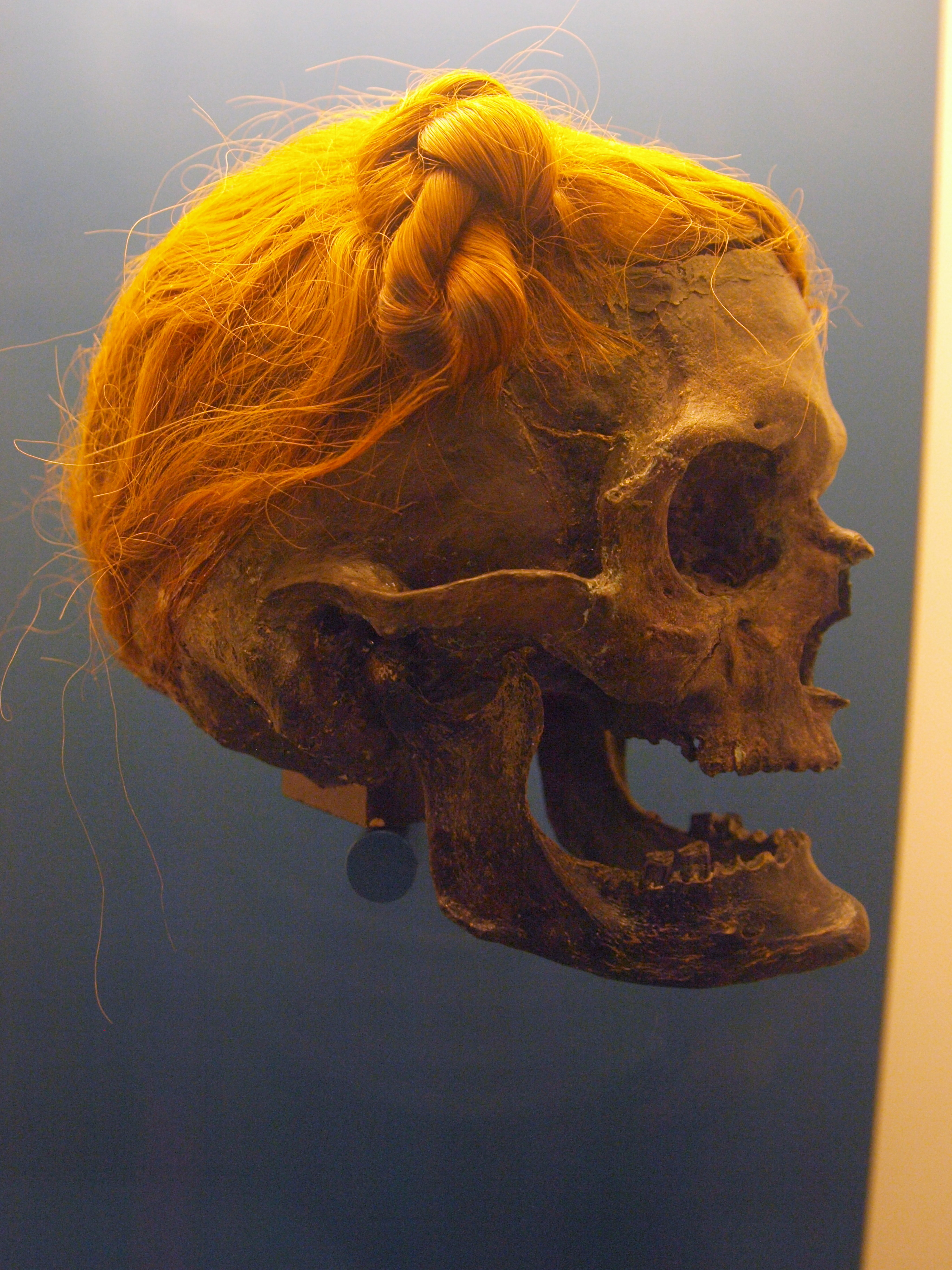
Testa di una mummia di palude scoperta ad Osterby, completa di nodo suebo

Il nodo suebo (tedesco: Suebenknoten) è una storica acconciatura maschile per capelli ascritta alla tribù germanica dei Suebi. Il nodo venne descritto da Tacito nel De origine et situ Germanorum (I secolo d.C.), ed è raffigurato nell'arte relativa ai popoli germanici. Alcuni esemplari sono stati rinvenuti sulle teste delle mummie di palude.

## Germania
Secondo il Germania di Tacito, i guerrieri Suebi pettinavano i propri capelli dietro o di lato, bloccandoli con un nodo, probabilmente con l'obbiettivo di sembrare più alti e più spaventosi sul campo di battaglia. Tacito disse che la moda coinvolse anche le vicine tribù germaniche, soprattutto i giovani guerrieri, mentre tra i Suebi il nodo veniva sfoggiato anche da uomini anziani come status symbol, utilizzandolo per "distinguere gli uomini liberi dagli schiavi", con i più appariscenti sulle teste dei nobili.

## Registri archeologici
I nodi suebi vennero ritrovati sulle mummie di palude di Osterby e Dätgen, città nel circondario di Rendsburg-Eckernförde, Schleswig-Holstein, Germania. Nel 2000, vicino a Lębork, Pomerania, sulle coste polacche del Mar Baltico, venne rinvenuto un bollitore in bronzo su cui erano raffigurati uomini ornati da nodi suebi.

## Pitture
Alcune antiche raffigurazioni sono state trovate sulla colonna di Traiano, sul calderone di Musov, sul Tropaeum Traiani, sul sarcofago di Portonaccio e su una scultura in bronzo di un germano inginocchiato alla Biblioteca nazionale di Francia.

## Galleria d'immagini

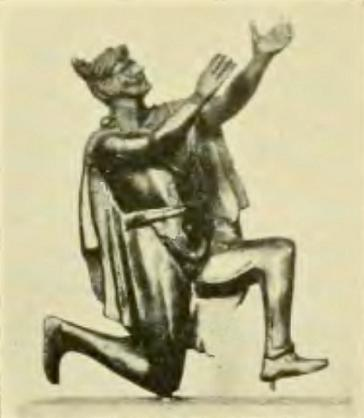
Figura romana in bronzo raffigurante un Germano adornato da un nodo suebo, impegnato in preghiera (Biblioteca nazionale di Francia, Parigi)
Nodo suebo raffigurato sullo stemma di Osterby, Schleswig-Holstein, Germania settentrionale
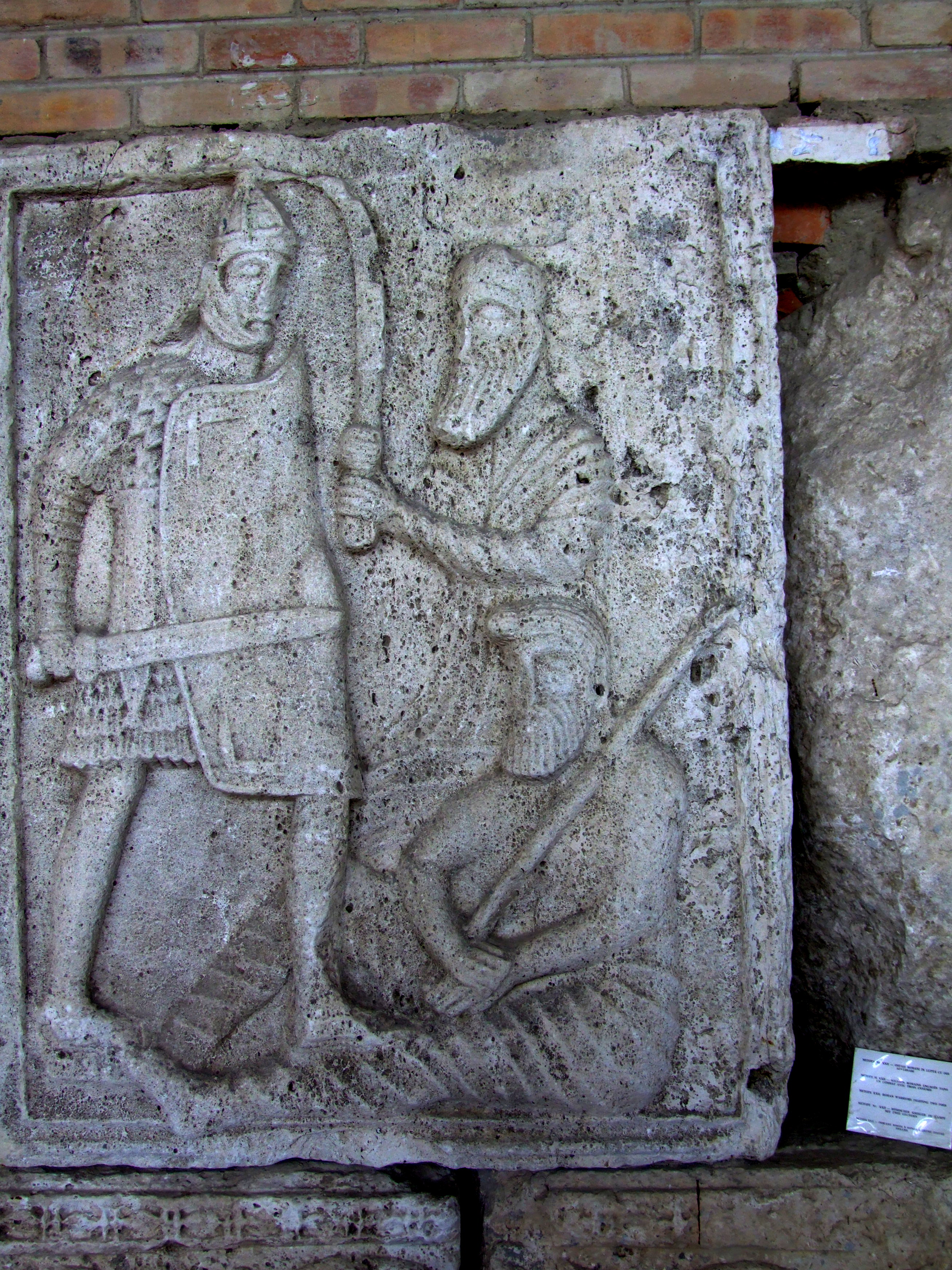
Tropaeum Traiani